# Ингул (боевой модуль)
«Ингу́л» (укр. Інгул) — это башенный боевой модуль украинского производства, разработанный для бронетранспортёра БТР-7. Также предусмотрена возможность установки боевого модуля на БТР-70 и другие образцы бронетехники.

## История
Боевой модуль «Ингул» был разработан киевским Научно-техническим центром артиллерийско-стрелкового вооружения и представлен 27-30 сентября 2005 года на проходившей в Киеве оружейной выставке «Оружие и безопасность-2005».
Конструктивно, представляет собой аналог боевого модуля КБА-105 «Шквал», разработанного ХКБМ.
Сообщается, что производство боевого модуля «Ингул» освоил Николаевский ремонтно-механический завод, однако сведений о объёмах производства не имеется.

## Описание
Боевой модуль собран в сварной поворотной башне, вооружён 30-мм автоматическим орудием ЗТМ-2 и оснащён системой постановки дымовой завесы 902У «Туча».